# 杨昱
杨昱（478年—531年7月28日），字元晷，自称是恒农郡华阴县（今陕西省华阴市）人，北魏官员。

## 生平
杨昱虚龄十六岁时，以广平王元怀左常侍为起家官，元怀喜欢军事，多次外出游猎，杨昱经常劝谏。正始年间，因为京兆王元愉和广平王元怀二王的臣僚有多人骄横放肆，公然钻营请托，魏宣武帝元恪诏令御史中尉崔亮彻底追究惩治，在都市被斩首的有三十多人，没被判死刑的都被除去名籍为平民。只有杨昱和博陵崔楷因为忠诚劝谏而得以免罪。杨昱后出任太学博士、员外散骑侍郎。
当初，尚书令王肃出任扬州刺史，出京暂停在洛阳东亭，朝中显贵都聚集在此，魏宣武帝诏令诸王前去送别，杨昱和伯父杨播同时在践行宴席中。酒酣之后，广阳王元嘉、北海王元详等人与杨播辩论道理，杨播不向他们屈服，元详回头对杨昱说：“您伯父性格刚直，不服道理，大不如您的父亲。”杨昱上前回答说:“杨昱的父亲遇到道德高尚的人就跟从高尚，遇到道德低下的人就跟从低下，伯父遇刚硬就不吐出，遇柔弱也不吞进。”在座的人都叹服杨昱会说话。王肃说：“不是这个公子，怎能彰显二公的美德。”
延昌三年（514年），杨昱以原本的官职兼任詹事丞，加宣威将军、给事中。当时，太子元诩幼小，至于出入，左右只有乳母而已，不让东宫僚属得知。杨昱进谏说：“陛下不以臣等平凡浅陋，充任东宫臣属，太子有行动，应当令臣等护从。但直至现在，太子出入随意，进无太傅、少傅辅导的美言，退缺群僚陪从的仪式，没有所说显示规则礼仪于百姓，明确君臣关系的意义。陛下若召见太子，一定要降手敕，让臣下都知道，作为后代的法则。”魏宣武帝诏令说：“从今以后，如果没有朕的手敕，不许孩子随意出宫。东宫臣属在值班的，都要随行到万岁门。”
很久之后，太尉清河文献王元怿征辟杨昱出任太尉掾，杨昱又兼任中书舍人。神龟二年（519年）九月，灵太后从容对杨昱说：“现在皇帝年幼，我每天处理纷繁的政务，但是自己道德教化浅薄不能感化姻亲，他们在外面的作为不能让人满意，你有所见闻，千万不要隐瞒。”杨昱于是上奏扬州刺史李崇装载五车货物，恒州刺史杨钧打造银制食器十套，一并送给了元乂。灵太后召见元乂和胡玄辉，哭泣着责备他们。元乂非常痛恨杨昱。杨昱六叔杨舒的妻子是武昌王元和的妹妹，元和是元乂的堂叔。杨舒早逝，有一男六女，到丧期结束元氏不断的要求分居。杨昱的父亲杨椿就会集亲戚哭着对元氏说：“我弟弟不幸早逝，现在男孩未娶，女孩未嫁，为何要匆匆请求分家？”杨椿不同意分家，元氏心怀怨恨。当时正遇到瀛州百姓刘宣明谋反，事情被人察觉后逃亡。元乂让元和兄妹诬告杨昱藏匿刘宣明，并且说：“杨昱的父亲定州刺史杨椿，叔叔华州刺史杨津，都送去了三百套兵器，图谋不轨。”元乂又使这个罪名成立，派五百御前卫兵在夜间包围杨昱住宅，将杨昱收捕，结果一无所获。灵太后向杨昱询问情况，杨昱详细报告了被元氏怨恨的事，言语沉痛悲切。灵太后为杨昱松绑，判处元和以及元氏死刑。事后元乂营救他们，最终元和只是被免官，元氏也没有定罪。等到元乂废除灵太后的权力，就将杨昱外调为杨烈将军、济阴内史。正光元年（520年）八月，中山王元熙在邺城起兵反对元乂，元乂派黄门卢同前往邺城刑讯元熙，并追究他的同党。卢同逢迎元乂旨意，到济阴郡锁拿杨昱到邺城，审讯了一百天，然后才将他放回济阴郡任职。
正光五年（524年），叛军围困豳州，十一月，魏孝明帝诏令杨昱兼任侍中，持节催促西北道大都督、北海王元颢，就随元颢军中监督。豳州解围后，雍州蜀族贼寇张映龙、姜神达知道雍州内部空虚，谋划袭击长安，雍州刺史元修义恐惧而请求援助，一日一夜，发文书九封，都督李叔仁迟疑不敢发兵。杨昱说：“长安，是关中地区的根本。现在大军驻扎在泾州和豳州，与叛军相持，如果长安失守，大军自然瓦解，这支部队虽然前去，有什么益处呢！”杨昱就和李叔仁等人一起救援长安，在军阵中杀死姜神达和叛军四百多人，其余的叛军都奔走溃散。魏孝明帝因为杨昱接受旨意催促出兵，但元颢的军队行动迟缓，就免去杨昱官职，杨昱仅兼任侍中催促军队行动，很快出任征虏将军、泾州刺史。孝昌元年（525年），杨昱出任征虏将军、中书侍郎，升任给事黄门侍郎。当时北魏军镇饥民二十多万，魏孝明帝元诩诏令杨昱出任使者，将灾民分散在冀州、定州、瀛州三个州就地取食。不久，杨昱的父亲杨椿出任雍州刺史，朝廷征召杨昱回京出任吏部郎中、武卫将军，改任北中郎将，加安东将军、银青光禄大夫。杨椿因病辞官回到故乡，萧宝夤再度节度关西军事。杨昱将要返回洛阳时，杨椿对他说：“如今能出任雍州刺史的人选没有超过萧宝寅的，但他的高级官佐，朝廷应当派遣心腹大臣来担任，怎能由他自己来授任呢？这是朝廷百虑而一失之处呀。况且萧宝寅不必借担任刺史为荣，我看他得到了雍州刺史的官职，特别喜悦，至于赏罚言行，不依据常规，恐怕他心有异谋。你现在去京师，应把我的这个意思启奏太后和皇帝，并且告诉宰相，让朝廷再派长史、司马、防城都督，想要安定关中，正须这三个人。如果不派遣，萧宝寅必将成为朝廷的深患。”杨昱回京后，把杨椿的建议面陈魏孝明帝和灵太后，两人都不相信采纳。等到萧宝夤害死御史中尉郦道元，还上表自我申诉，声称是被杨椿、杨昱父子诽谤。之后朝廷任命杨昱兼任七兵尚书、持节、署理抚军将军、都督，防守雍州，杨昱途中遭遇叛军失利后撤回，改任度支尚书、转任使持节、散骑常侍、抚军将军、徐州刺史，不久出任镇东将军、署理车骑将军、东南道都督，又加散骑常侍。
建义元年八月（528年），泰山郡太守羊侃占据泰山郡向南叛变，梁武帝萧衍派将军王辩率领部众入侵徐州，番郡人续灵珍接受南梁任命的平北将军、番州刺史，率领一万士兵，进攻番城。杨昱派遣別将刘馘击败续灵珍，在军阵中将续灵珍斩首，王辩撤走。羊侃的哥哥羊深当时是徐州行台，军府官员都想将羊深关押。杨昱说：“昔日叔向不因弟弟羊舌鮒犯罪而被罢黜，为何因为羊侃而惩罚羊深呢。应该听候朝廷旨意。”杨昱不同意众人的意见。
杨昱回朝后不久，恰逢元颢逼近大梁。朝廷任命杨昱出任征东将军、右光禄大夫、河南尹，永安二年五月丁巳（529年5月29日），杨昱改任散骑常侍、使持节、署理车骑将军，兼任尚书右仆射、东南道大都督，率领御林军、北魏宗室子弟、有爵位的服役人员七万，镇守荥阳郡。元颢俘虏济阴王元晖业，就趁虚而入，大军屯集在荥阳城下，陈庆之攻城未能攻克，元颢派遣左卫将军刘业、王道安等人招降杨昱，杨昱拒绝。元颢于是攻城，五月癸酉（529年6月14日），荥阳城被攻克，都督元显恭、荥阳郡太守西河王元悰一起越城逃走，都被擒获。杨昱与弟弟、儿子五人仍留在门楼上，片刻间元颢到来，捉拿杨昱走下城楼，当面叱责杨昱说：“杨昱，你今日甘心受死吗？你自己辜负我，不是我辜负你。”杨昱回答说：“料想生还没希望了，先前不下城楼的原因，只是顾虑扰乱军阵而已。但遗憾八十岁的老父无人供养，抱病等死，请留下我小弟弟一条命，我就死而不朽了。”元颢就把杨昱元颢关押起来。第二天早晨，元颢部将陈庆之、胡光等三百多人跪伏在元颢帐前，请求说：“陛下渡过长江以来直进三千里，没有丢失一箭的损耗，昨天一日被杀伤五百多人，请求杀杨昱以让将士快意。”元颢说：“我在江南，曾经听说梁武帝说过，他当年东下建邺时，袁昂坚守吴郡不降，梁武帝称赞袁昂的忠诚守节。为何要杀杨昱？除他之外，都听从你们请求。”陈庆之等人于是斩杀杨昱部下统帅三十七人，都令蜀兵剖腹挖心吃下。元颢攻入洛阳后，将杨昱除去名籍为平民。
魏孝庄帝元子攸夺回洛阳回宫，恢复杨昱之前的官职。永安二年八月，杨椿告老请辞，杨昱请求解除官职侍奉父亲，魏孝庄帝诏令不准。尔朱荣死后，杨昱于永安三年十月丙辰（530年11月19日）出任行台，率领都督李侃希等部署招募勇士八千向东路出兵，防御讨伐尔朱氏。徐州刺史尔朱仲远反叛，率领军队前往京城，杨昱出任东道行台，率领部众与大都督郑先护、都督李侃希等人抵御尔朱仲远。到尔朱兆攻入洛阳，杨昱回到京师，后返回华阴故乡。当时杨昱的堂弟杨侃也逃回华阴，尔朱天光派遣杨侃儿媳妇的父亲韦义远招抚慰问杨侃，立盟誓许诺宽恕他的罪行。杨昱害怕引来家族的祸端，强令杨侃出面应许，假如尔朱天光食言，不过是杨侃一人身死，期望保全宗族百口的生命。普泰元年六月，尔朱世隆想要谋害杨家，诬陷杨家谋反，请求收监治罪，魏节闵帝元恭不同意，尔朱世隆又坚持不已，魏节闵帝不得已，诏令有关部门审查。六月廿九日（531年7月28日），尔朱天光派兵包围华阴杨椿家，杨昱在华阴县习仙里住宅中被杀害，虚岁五十四。太昌元年，朝廷赠予杨昱使持节、都督瀛定二州诸军事、骠骑大将军、定州刺史、司空公，太昌元年十一月十九日（532年12月31日），杨昱归葬于华阴县丞相杨椿墓旁。

## 其他
杨家自杨昱以下的晚辈，大多有学问志向，当时的人无不钦佩羡慕。

## 家庭

### 祖父
- 杨懿，洛州刺史、弘农简公[2]

### 父亲
- 杨椿，大丞相、太师[2]

### 兄弟
- 杨仲彦，北魏镇远将军、司空掾

### 子女
- 杨孝邕，北魏员外常侍